# Zamach w Suruç
Zamach w Suruç – atak terrorystyczny, który miał miejsce 20 lipca 2015 w Suruç w prowincji Şanlıurfa na południu Turcji. W wyniku wybuchu bomby śmierć poniosły 33 osoby, a 104 zostały ranne.

## Zamach
Do wybuchu doszło około południa 20 lipca 2015 w czasie konferencji Federacji Młodzieży Socjalistycznej dotyczącej odbudowy miasta Ajn al-Arab, które uległo zniszczeniu w wyniku walk Kurdów z Państwem Islamskim. Konferencja odbywała się na terenie centrum kultury w Suruç. O przygotowanie ataku, w którym zginęli głównie studenci podejrzewa się Państwo Islamskie.
Sprawca dostał się na teren centrum kultury minibusem, którego kierowca zeznał policji, że z zamachowcem podróżowała kobieta.

## Zamachowiec
Zamachowcem okazał się 20-letni student Şeyh Abdurrahman Alagöz, który ostatnie pół roku spędził poza granicami Turcji, by do kraju powrócić 10 dni przed dokonaniem samobójczego ataku. Mężczyzna urodził się w Adıyaman i z pochodzenia był Kurdem.
Rodzina zamachowca zgłosiła jego zaginięcie 22 listopada 2014 informując wtedy policję, że on oraz jego młodszy brat Yunus Emre Alagöz zradykalizowali się pod wpływem ideologii ISIS. Bracia zostali wtedy uznani za poszukiwanych jako osoby powiązane z terroryzmem.
Służby tureckie podejrzewają, że bracia w styczniu tego roku wyjechali do Syrii przez Kilis, gdzie mieli przejść szkolenie przeprowadzone przez bojowników Państwa Islamskiego. Według podejrzeń tureckiej policji młodszy brat miał szykować się do przeprowadzenia kolejnego zamachu. 10 października 2015 roku Yunus Emre Alagöz brał udział w zamachu w Ankarze.

## Tło
Samobójczy atak był prawdopodobnie zemstą i ostrzeżeniem dla tureckich władz za zintensyfikowanie działań przeciwko Państwu Islamskiemu. W ostatnim czasie Turcy zmobilizowali wojsko na granicy z Syrią co doprowadziło do przerwania dostaw dla tureckiego ISIS. Niemniej działania te były spóźnione i Turcja w tej chwili płaci za nieprawidłową ocenę konfliktu w Syrii i samego ISIS. Prezydent Turcji Recep Tayyip Erdoğan oraz jego Partia Sprawiedliwości i Rozwoju (AKP) uważali, że większe zagrożenie dla Turcji stanowi reprezentowany przez Partię Pracujących Kurdystanu (PKK) separatyzm kurdyjski.
Mimo iż to Kurdowie są główną siłą w Syrii walczącą z Państwem Islamskim tureckie władze nie udzielały im pomocy, dodatkowo władze nie pozwalały koalicji antyislamistycznej na korzystanie z bazy lotniczej Incirlik. Bierna postawa Ankary w tej sprawie przekładała się również na nieszczelność granicy z Syrią, przez którą z Syrii czy Iraku przedostały się tysiące bojowników.

## Konsekwencje

### Demonstracje
Następnego dnia w Stambule oraz w miastach na południowym wschodzie Turcji wybuchły protesty przeciwko prezydentowi oraz rządowi Turcji. W wyniku zamieszek zostało zatrzymanych co najmniej 11 osób. Według protestujących władze Turcji są pośrednio odpowiedzialnie za zamach.

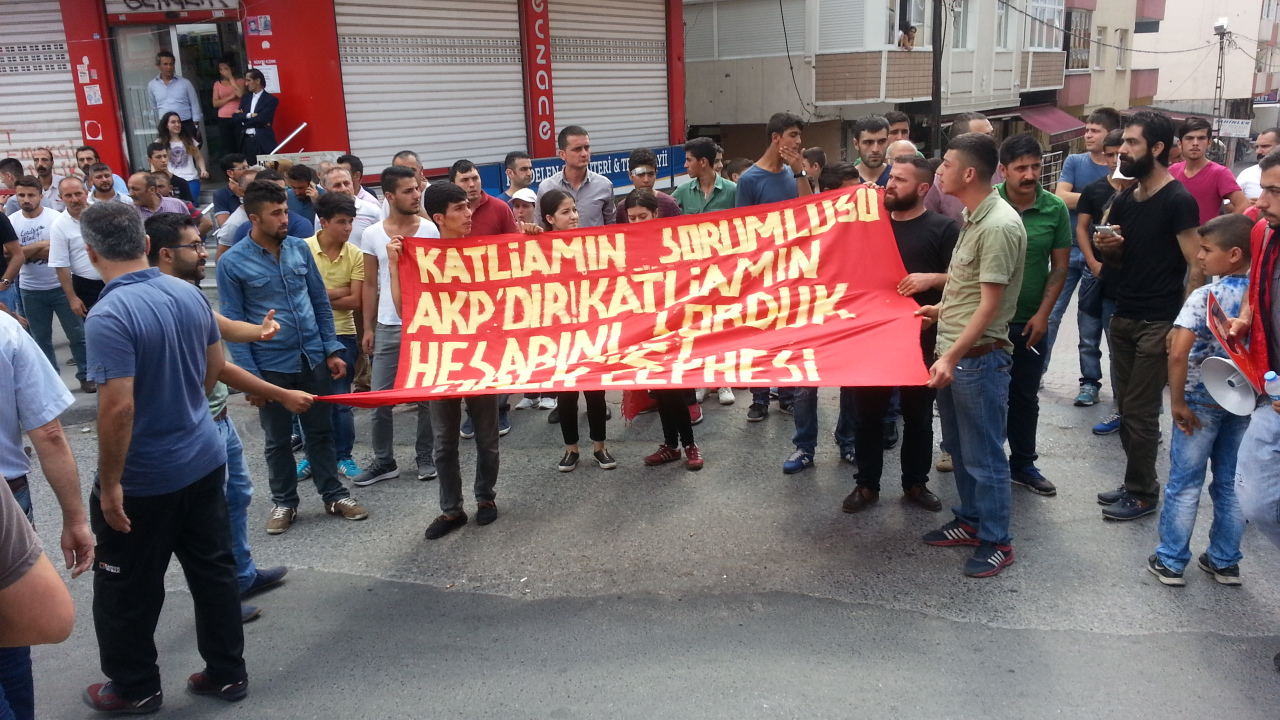
Demonstranci z transparentem głoszącym, że winę za zamach ponosi AKP

Władze w Ankarze, postanowiły na kilka godzin zablokować dostęp do Twittera w celu ograniczenia rozpowszechniania zdjęć z zamachu.

### Zemsta PKK
Dwa dni po zamachu 22 lipca 2015, znaleziono ciała dwóch policjantów w swoich mieszkaniach w Ceylanpınar nieopodal granicy z Syrią, następnego dnia (23 lipca 2015) w wyniku ataku na policjantów drogówki śmierć poniósł kolejny policjant. Do dwóch zabójstw przyznała się Partia Pracujących Kurdystanu, miała to być zemsta za rzekomą współpracę z Państwem Islamskim.

### Mobilizacja wojska i naloty bombowe
Turecki rząd zapowiedział wzmocnienie granicy z Syrią poprzez skierowanie 90% dronów i samolotów zwiadowczych oraz połowy pojazdów opancerzonych patrolujących granice. Na granicy z Syrią tureckie wojsko rozpoczęło budowę fosy o długości 365 km. Ponadto władze Turcji zgodziły się aby amerykańskie wojsko rozpoczęło ataki z powietrza z bazy lotniczej znajdującej się w İncirlik na południu kraju na cele Państwa Islamskiego. Do zawarcia porozumienia w tej sprawie miało nastąpić 22 lipca 2015.
24 lipca 2015 tureckie myśliwce zbombardowały pozycje Państwa Islamskiego na terenie północnej Syrii. F-16, których działania były skoncentrowanie wokół wioski Hawar startowały z bazy w Diyarbakir. Przez kolejną dobę naloty były kontynuowane, a w sobotę 25 lipca 2015 tureckie lotnictwo zbombardowało dodatkowo cele związane z PKK (w tym obiekty mieszkalne) zlokalizowane na północy Iraku. Według oświadczenia przedstawicieli PKK proces pokojowy z Turcją w świetle tych działań nie ma już sensu. Premier irackiego Kurdystanu Masud Barzani w telefonicznej rozmowie z premierem Turcji zażądał przerwania nalotów.
Według oświadczenia premiera Turcji Ahmeta Davutoğlu z 25 lipca 2015 służby zatrzymały już 590 osób powiązanych z organizacjami terrorystycznymi.

### Odwet PKK
W nocy z 25 na 26 lipca 2015 w wyniku wybuchu bomby domowej roboty umieszczonej w samochodzie pułapce zginęło 2 tureckich żołnierzy, a 4 zostało rannych. Według tureckiej armii za to zdarzenie odpowiedzialni są członkowie oddziałów kurdyjskich. Kolejnych dwóch tureckich żołnierzy poniosło śmierć w Diyarbakir w wyniku samobójczego zamachu, do którego przyznała się Partia Pracujących Kurdystanu.
Na wniosek Ankary sekretarz generalny NATO Jens Stoltenberg zwołał na 28 lipca 2015 nadzwyczajne posiedzenie państw członkowskich, aby przeprowadzić konsultacje dotyczące sytuacji i działań po zamachu zgodnie z art. 4.